# Caraipa longisepala
Caraipa longisepala är en tvåhjärtbladig växtart som beskrevs av K. Kubitzki. Caraipa longisepala ingår i släktet Caraipa och familjen Calophyllaceae. Inga underarter finns listade i Catalogue of Life.